# 23382 Epistrophos
23382 Epistrophos este o planetă minoră (asteroid), cu un diametru de 18 km, din Asteroid troian al lui Jupiter. A fost descoperită pe 30 septembrie 1973 la Observatorul Palomar de Cornelis Johannes van Houten. 
Obiectul prezintă o orbită caracterizată de o semiaxă mare de 5,2197173 UAi, o excentricitate de 0,105, o înclinație de 15,04426 ° în raport cu ecliptica.